# Morti nel 1355
| Questa pagina contiene informazioni ricavate automaticamente dalle voci biografiche con l'ausilio del template Bio e di un bot. L'aggiornamento è periodico e automatico e ricostruisce completamente la pagina. Se manca una persona in questa lista, sei pregato di non aggiungerla, ma accertati piuttosto che la sua voce biografica contenga il template Bio e che i dati anagrafici siano correttamente compilati. Se il template Bio manca, inseriscilo tu stesso o, in alternativa, metti l'avviso {{tmp\|Bio}} che ne segnala la mancanza. Se i dati riportati sono sbagliati, correggi direttamente la voce biografica; le modifiche saranno visibili in questa lista entro pochi giorni. Per chiarimenti vedi il progetto biografie. La lista contiene solo le 29 persone che sono citate nell'enciclopedia e per le quali è stato implementato correttamente il template Bio. Pagina aggiornata al 10 ago 2025. |

- 7 gennaio - Inés de Castro, spagnola
- 1º febbraio - Pectin de Montesquieu, cardinale e arcivescovo cattolico francese
- 7 aprile - Maria Paleologa, nobile bizantina
- 7 aprile - Marina Smilec di Bulgaria, principessa bulgara
- 17 aprile - Marino Faliero, doge italiano (n. 1274)
- 22 aprile - Eleonora d'Inghilterra, nobile britannica (n. 1318)
- 22 maggio - Umberto II del Viennois, nobile francese (n. 1312)
- 11 luglio - Federico I d'Atene, nobile italiano
- 27 luglio - Paolo Gherardo de' Vasconi, vescovo cattolico italiano
- 30 luglio - Giovanni di Meißen, vescovo cattolico tedesco
- 24 agosto - Pierre de Corneillan
- 29 settembre - Matteo II Visconti, nobile
- 5 ottobre - Bettina D'Andrea, giurista italiana (n. 1311)
- 16 ottobre - Ludovico di Sicilia, sovrano
- 21 ottobre - Blasco II Alagona, nobile, politico e militare spagnolo
- 21 ottobre - Bertrando di Deux, cardinale e arcivescovo cattolico francese
- 22 ottobre - Costanza d'Aragona, principessa (n. 1324)
- 28 ottobre - Arnaud de Villemur, cardinale e vescovo cattolico francese
- 20 novembre - Niccolò Pisani, ammiraglio italiano
- 5 dicembre - Giovanni III di Brabante, duca
- 20 dicembre - Stefano Uroš IV Dušan, sovrano serbo (n. 1308)
- Michele Asen IV di Bulgaria, principe bulgaro
- Filippo Calendario, architetto, scultore e armatore italiano
- Caterina di Bosnia, Grand Principessa di Hum, principessa bosniaca (n. 1294)
- Niccolò degli Arcioni, vescovo cattolico italiano
- Gregorio Preljub, generale serbo (n. 1312)
- Jean Pucelle, miniatore francese (n. 1300)
- Gentile II da Varano, condottiero e politico italiano
- Gherardo della Gherardesca, nobile italiano